# Janov nad Nisou
Janov nad Nisou é uma comuna checa localizada na região de Liberec, distrito de Jablonec nad Nisou‎.